# بيير هنري (لاعب هوكي الجليد)
بيير هنري هو لاعب هوكي الجليد كندي، ولد في 10 مارس 1952 في مونتريال في كندا.

## وصلات خارجية
- بيير هنري على موقع HockeyDB.com (الإنجليزية)
- بيير هنري على موقع Hockey-Reference.com (الإنجليزية)